# جون إدواردز (سياسي أمريكي، مواليد 1748)
جون إدواردز (بالإنجليزية: John Edwards)‏ هو سياسي أمريكي، ولد في 1748 في مقاطعة ستافورد في الولايات المتحدة، وتوفي في 1837 في باريس في الولايات المتحدة. نشط حزبياً في الحزب الجمهوري الديمقراطي. وقد انتخب عضو مجلس الشيوخ الأمريكي.